# موشماخو
موشماخو أو موشماحو هو شيطان ووحش من الميثولوجيا النهرينية. ذكر في قصة الخلق البابلية بكونه أحد الوحوش ألتي خلقتها تيامات. وفي ملحمة أنغيم ذكر بكونه أحد الوحوش ألتي قطعها نينورتا. شكله كان شبيه بالعدار وكان ثعبان له سبعة رؤوس أسد وطير مع قرون، وتشارك مع باسمو و أوشومغالو نفس الأصل الميثولوجي.